# Giuseppe Pellizza da Volpedo

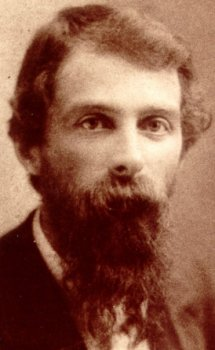
Giuseppe Pellizza da Volpedo

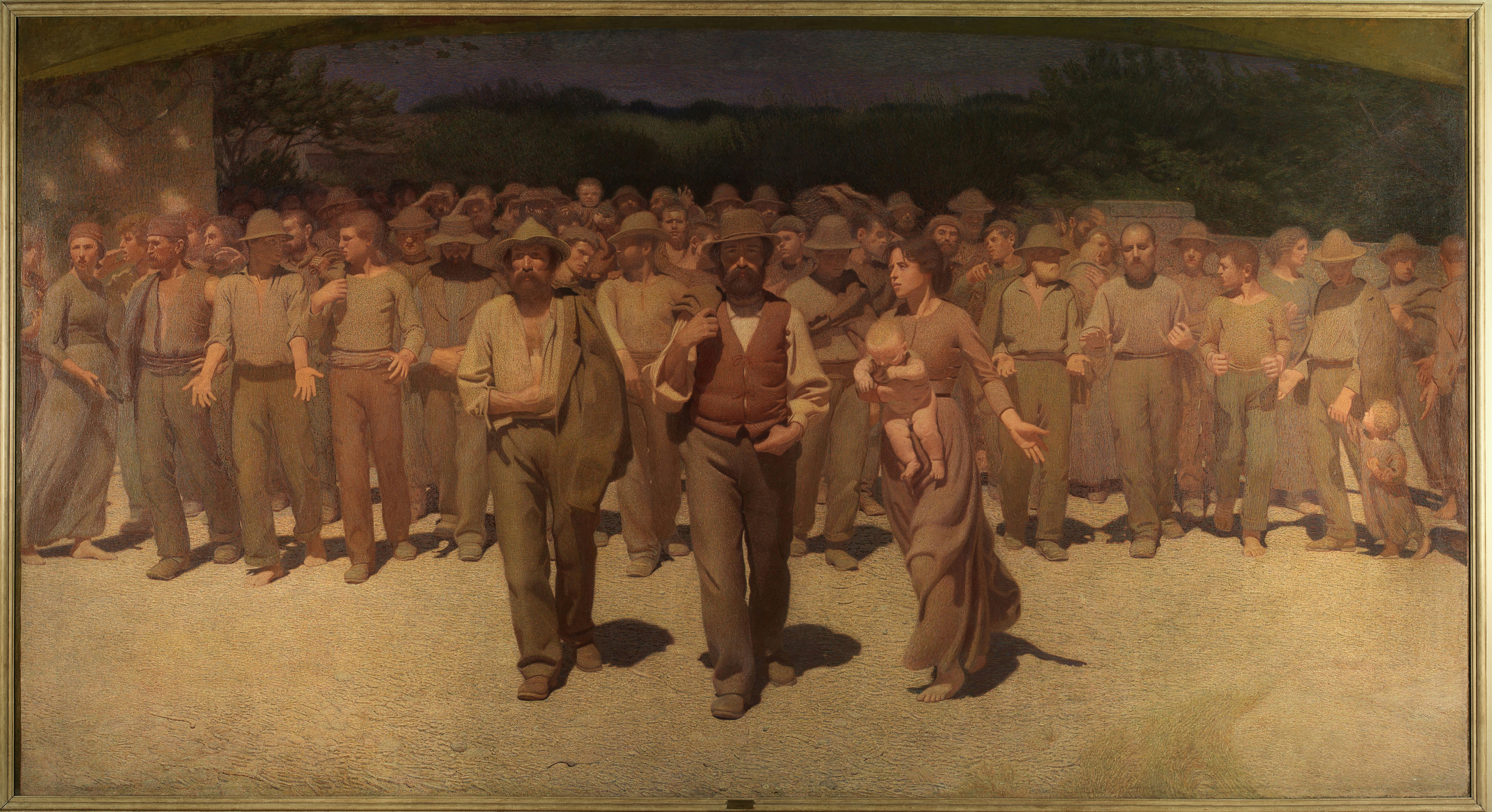
Der vierte Stand, 1898–1901

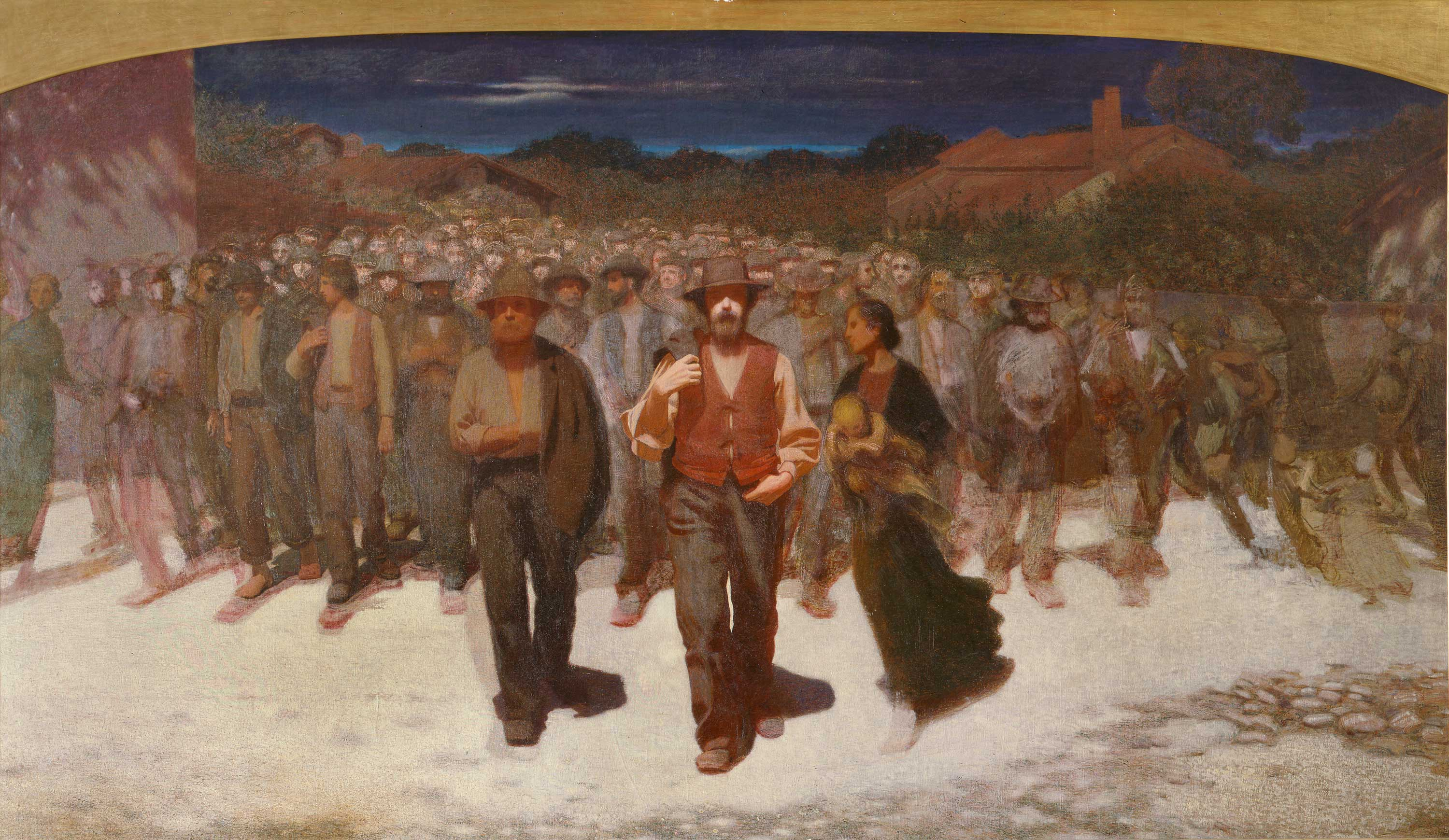
Der lebende Strom, 1895–96

Giuseppe Pellizza da Volpedo (* 28. Juli 1868 in Volpedo; † 14. Juni 1907 ebenda) war ein Maler und Vertreter des italienischen Realismus.
Giuseppe Pellizza entstammte einer Familie von Bauern des südlichen Piemont, die ihr kleines Pachtgut im Zuge von Landreformen hatten erwerben können. Pelizza war Schüler der Accademia di Belle Arti di Brera. Beeinflusst wurde er von Giovanni Segantini. Er wandte sich hauptsächlich sozialen Themen zu.
Sein Monumentalgemälde Il quarto Stato (Der vierte Stand), das er in den Jahren 1898–1901 malte und das 2,93 × 5,45 Meter groß ist, kann als Höhepunkt sozial engagierter realistischer Kunst Ende des 19. Jahrhunderts bezeichnet werden. Etwa zehn Jahre lang arbeitete Pellizza an diesem Thema. Seine Skizzen machte er unter anderem bei Kundgebungen und Streiks der Arbeiter während der großen Agrarkrise. Ihm gehe es nicht um die wirkliche Wirklichkeit, sondern um eine idealisierende Wirklichkeit. Das Gemälde wird als Denkmal der Arbeiterbewegung angesehen.
Am 14. Juni 1907 erhängte er sich in seinem Atelier unmittelbar vor seinem Gemälde Il quarto stato.
Bernardo Bertoluccis Film 1900 beginnt mit einer Eröffnungstotalen des Bildes.